# Francisco Sardá
Francisco Sardá y Ladico (1877-1912) fue un ilustrador y dibujante español.

## Biografía
Nació en Barcelona en 1877. Era hijo de Joan Sardá. Falleció en 1912 en su ciudad natal. Entre las revistas para las que colaboró se encontraron títulos como Mercurio, Hispania, Joventut, La Ilustració Llevantina, Catalunya Artística, Hojas Selectas, La Campana Catalana, La Esquella de la Torratxa, La Ilustració Catalana y La Ilustración Artística, además de publicaciones alemanas. También cultivó la ilustración de libros y la pintura al óleo.